# Femeia de azi
Femeia de azi este o revistă săptămânală pentru femei din România deținută de trustul Sanoma Hearst România.
A fost lansată în 2004 și apoi relansată în iulie 2006.
Revista a fost lansată în anul 2004, având apariție bilunară, dar au fost publicate doar două numere, datorită problemelor cu marca „Femeia”.
În anul 2005, revista s-a transformat în „Bine pentru mine”, publicație cu un concept similar, transformată apoi în săptămânal.
Pănă la urmă, Sanoma-Hearst a cumpărat, în 2006, marca „Femeia”.
Revista avea vânzări de 71.500 copii pe ediție în iunie 2006 și 116.500 în februarie 2007.